# Mauricio Macri
Mauricio Macri (født 8. februar 1959 i Tandil) er en argentinsk entreprenør, ingeniør og politiker, der var Argentinas præsident fra 2015 til 2019. Han er partileder for det argentinske centrum-højre-parti Propuesta Republicana (PRO).
I 2007 blev han valgt til leder for byregeringen i Buenos Aires. I 2015 blev han valgt til Argentinas præsident.